# Ferrocarril de Atlamaxac
| Baldwin-Dampflokomotive, um 1909 |                                             |                              |                              |
| Streckenverlauf, 1910 |                                             |                              |                              |
| Streckenlänge: | 47 km                                       |                              |                              |
| Spurweite: | * Erst 610 mm * Später umgespurt auf 762 mm |                              |                              |
| |                                             |                              |                              |
| \| \| \| La Galera \| \| \| \| Cuapexo \| \| \| \| La Cueva \| \| \| \| Santa Clara \| \| \| \| Tresquila \| \| \| \| Ferrocarril Oriental \| \| \| \| Muñoz \| \| \| \| Hauptstrecke Mexico–Veracruz \| |                                             |                              |                              |
| Kopfbahnhof Streckenanfang (Strecke außer Betrieb) |                                             | La Galera                    | La Galera                    |
| Bahnhof (Strecke außer Betrieb) |                                             | Cuapexo                      | Cuapexo                      |
| Bahnhof (Strecke außer Betrieb) |                                             | La Cueva                     | La Cueva                     |
| Bahnhof (Strecke außer Betrieb) |                                             | Santa Clara                  | Santa Clara                  |
| Bahnhof (Strecke außer Betrieb) |                                             | Tresquila                    | Tresquila                    |
| Kreuzung (Strecke geradeaus außer Betrieb) |                                             | Ferrocarril Oriental         | Ferrocarril Oriental         |
| Kopfbahnhof Streckenende (Strecke außer Betrieb) |                                             | Muñoz                        | Muñoz                        |
| Bahnhof quer |                                             | Hauptstrecke Mexico–Veracruz | Hauptstrecke Mexico–Veracruz |

Die Ferrocarril de Atlamaxac war eine etwa 47 km lange Schmalspurbahn mit 610 mm Spurweite von Muñoz de Domingo Arenas nordwestlich von Apizaco im Bundesstaat Tlaxcala in Mexiko an der Hauptstrecke Mexico–Veracruz nach La Galera im Bundesstaat Puebla.

## Geschichte
Die Schmalspurbahn wurde 1909 von der Ferrocarril de Zacatlán übernommen und auf 762 mm (2 Fuß 6 Zoll) umgespurt. Die Konzession dafür wurde am 8. August 1904 vergeben. Deren 53,4 km lange Bahnstrecke führte von Muñoz nach Chignahuapan.
Am 14. September 1913 wurde Zug Nr. 52  in Cuatro Encinos von Aufständischen überfallen. Die Rebellen zwangen den Lokführer, die Lok abzukuppeln, und zerstörten mit ihr und einer Kette die Strecke über eine Länge von 10 Schienen. Außerdem stießen sie einen Mast um und zerstörten damit die Telegrafenleitung. Sie sprengten die Brücke bei Kilometer 25,50, wobei das nördliche Widerlager einstürzte.
Am 29. September 1913 gegen 5 Uhr morgens tauchte eine Gruppe von Rebellen von etwa 30 bis 40 Männern auf dem Bahnhof von Panzacola auf und verlangte vom Assistenten des Agenten, dass er ihnen sein Geld gebe, woraufhin sie den Telegrafenapparat zerstörten. Wenige Augenblicke später traf der Zug Nr. 4 aus Puebla ein. Sie schossen auf die Lokomotive, töteten den Lokführer und verwundeten den Heizer. Im Keller fanden sie einen Petroleumtank, den sie in Brand setzten, so dass der Keller und der Bahnhof bis auf die Mauern niederbrannten. Die Aufständischen zwangen die Mannschaft, ein Gleis über die Panzacola-Brücke, zwei weitere am Bahnhof und vier nördlich der Nordweiche zu bauen. Die Gleisreparaturmannschaft wurde von den Rebellen mit ihrem gesamten Werkzeug verschleppt.
Der Bahnhof wurde wieder aufgebaut, die Arbeiten waren im März 1914 abgeschlossen. Die Schmalspurbahn wurde bis 16. September 1957 betrieben.

## Streckenverlauf
Die Strecke kreuzte die Ferrocarril Oriental bei Streckenkilometer 5 + 970 in einem 90°-Winkel.
Es gab Haltestellen an der Hacienda de Atlamaxac, der Villa Cuauhtémoc und in Llano Verde.

## Lokomotiven
Die Shay-Lokomotive Nr. 1616 vom 11. Dezember 1905 wurde in Lima für Sebastián Bernardo de Mier in Mexico City gebaut und später als FC de Atlamaxac N° 3, FC Cordoba-Huatusco N° 4 und schließlich als Ramal de Atlamaxac N° 4 eingesetzt.
Die Orenstein & Koppel Mallet-Lokomotive Nr. 1450/1905, Atlamaxac wurde mit 120 PS für die Ranch von Sebastián Bernardo de Mier in Atlamaxac gebaut.

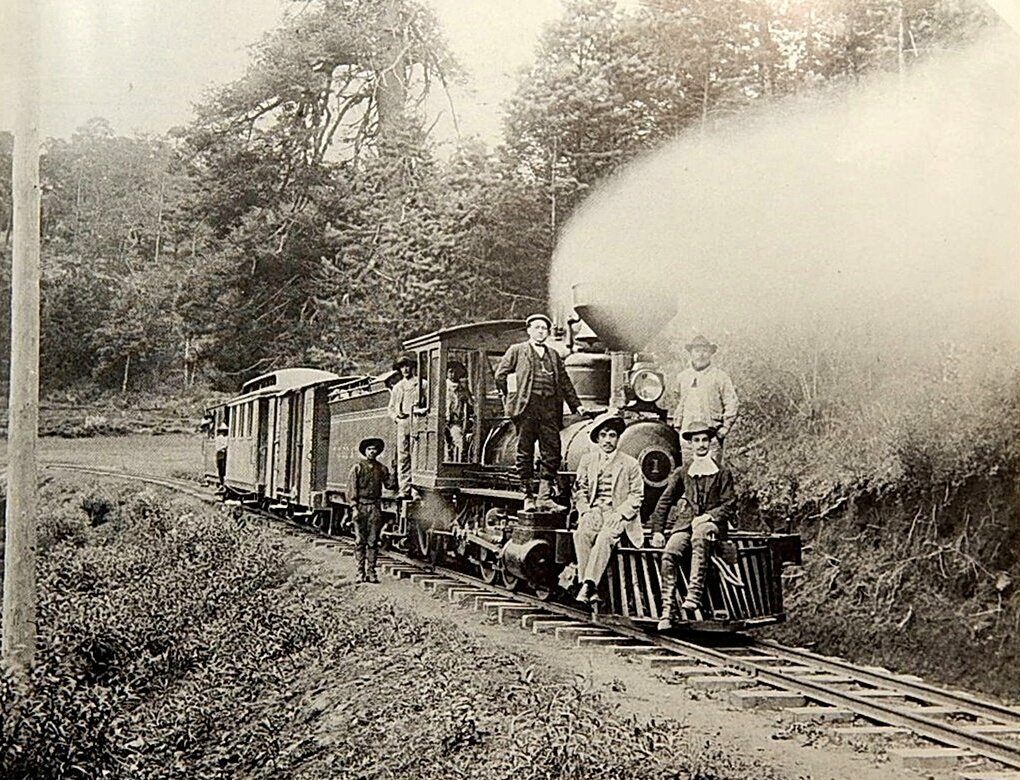
Baldwin 2-6-0 Lokomotive Nr. 1 der FC Atlamaxac mit Zug und verschiedenen Würdenträgern bei oder kurz nach der Einweihung

Es gab unter anderem vier Baldwin-Lokomotiven der Bauart 1’D mit den Nummern N° 11–14. Eine davon (N° 12, Klasse E-2, Baldwin 34313/02-1910) wurde im Oktober 1959 an die Edaville Railroad in South Carver, Massachusetts verkauft, wo sie ausgestellt war, bis Edaville den größten Teil seiner Ausrüstung verkaufte. Sie kam zur Alder Gulch Short Line Railroad in Nevada City, Montana, wo sie umgebaut und wieder in Betrieb genommen wurde. Zwei der anderen trugen die Werksnummern 24846/12-1904 und 29278/10-1906.